# Si Tú No Vuelves
«Si Tú No Vuelves» (укр. «Якщо ти не повернешся») — сингл Мігеля Босе та Шакіри з альбому «Papito», випущений у 2007 році.
Спочатку пісня була випущена в 1992 році як сингл зі студійного альбому Мігеля Босе «Bajo el Signo de Caín». Для міжнародного виданні пісня була записана італійською мовою під назвою «Se Tu Non Torni». Англомовна версія має назву «They're only words» і входить до альбому співака «Under the sign of Cain».

## Версія «Amaral» і Четес
У 2006 році була записана кавер-версія іспанським гуртом «Amaral» і мексиканським співаком Четесом, яка стала першим синглом саундтреком до мексиканського фільму «Efectos secundarios».

## Версія Шакіри та Мігеля Босе
Версія у виконанні Мігеля Босе та Шакіри увійшла до альбому співака «Papito». Пісня уперше вийшла в Італії та записано Густаво Селісом (ісп. Gustavo Celis) у Панамі.
Пісня повільна та мелодична та досягає кульмінації у кінці, який виконує Шакіра. Як було відмічено, співачка не виконує композицію її типовим голосом. Вона співає набагато м'якше, майже пошепки. Пісня увійшла до альбому Шакіри «Oral Fixation Volumes 1 & 2».